# Pedro de Sousa Holstein
Pedro de Sousa Holstein, duc de Palmela, né le 8 mai 1781 à Turin et mort le 12 octobre 1850 à Lisbonne, est un militaire et un homme d'État portugais à l'époque de la monarchie. Leader des chartistes, faction la plus conservatrice du libéralisme portugais, il représente le pays lors du congrès de Vienne. Il est plusieurs fois ministre des Affaires étrangères et Président du Conseil des ministres (1834-1835), (1842-1846). Il est aussi ambassadeur à Copenhague, Berlin, Rome, Madrid et Londres.
Premier comte de Palmela (1812), premier marquis de Palmela (1823), premier duc de Palmela (1850). Il est aussi le premier duc de Faial (1833).

## Biographie
Originaire d'une famille de la plus haute noblesse, puisque descendant de la famille royale portugaise par ses deux parents, le duc de Palmela, descend également par sa grand-mère paternelle des rois de Danemark, de la maison des Schleswig-Holstein-Sonderburg-Beck.
Son père a déjà servi comme diplomate. C'est pourquoi il naît en Italie et parcourt l'Europe avec sa famille durant sa jeunesse.
Entre 1791 et 1795, il fréquente un internat à Genève, avant de revenir au Portugal, où il étudie à l'université de Coïmbre.
Un an plus tard, il entre dans l'armée. En 1806 il se rend à Rome, où son père est ambassadeur auprès du Saint-Siège. Celui-ci meurt dans l'exercice de ses fonctions et Pedro lui succède à peine âgé de 21 ans, devenant ainsi l'un des plus jeunes ambassadeurs portugais de l'histoire. À cette occasion, il croise Wilhelm von Humboldt et commence sa traduction des Lusiades en langue française.
L'année suivante, il rentre au Portugal. À la suite de l'occupation du pays par les troupes napoléoniennes en novembre 1807, Pedro retrouve l'armée participant activement au combat pour libérer le pays.
Cependant, l'art de la diplomatie étant son point fort, le prince régent Jean VI de Portugal le nomme ambassadeur à Madrid. En 1812, il devient ambassadeur à Londres, puis en 1815 il représente le pays lors du Congrès de Vienne (où il défend sans relâche la cause de Olivença, occupée par l'Espagne), puis rentre à Londres à la fin des travaux.
En 1817, il est appelé à exercer la charge de ministre des affaires étrangères. En tant que tel, il se rend à Rio de Janeiro, où la Cour portugaise se trouve depuis les invasions françaises. Partisan de son retour à Lisbonne, il finit par démissionner. Il ne retrouve son portefeuille qu'après la révolution libérale en 1820 et le retour triomphal du roi en 1821 pendant lequel il est chargé de l'accompagner.
En 1824, après la tentative de coup d'État connue sous le nom d'Abrilada, promu par la reine Charlotte Joachime et par l'infant Michel, Pedro est emprisonné dans la tour de Belém sous l'accusation d'être le leader des libéraux. Très vite, Jean VI de Portugal le libère et le récompense avec le titre de marquis et la charge d'ambassadeur à Londres.
Après les événements qui suivent la mort de Jean VI (Pierre IV de Portugal accède au trône et abdique aussitôt, la régence donnée à sa fille Marie II de Portugal, qui doit épouser l'infant Michel, avant que celui-ci n'usurpe le trône en 1828) le duc de Palmela renonce à la charge d'ambassadeur et se rend à Porto, où il croise le duc de Saldanha alors qu'y éclate un mouvement révolutionnaire contre l'absolutisme : la Belfastada échoue ; le duc comprend que les libéraux auront à se préparer convenablement s'ils veulent avoir une chance de gagner sur Michel Ier. C'est pourquoi il quitte le pays pour l'Angleterre.
Il est enterré dans le cimetière de Prazeres, dans le plus grand mausolée privé d'Europe où reposent près de 200 corps appartenant à sa famille, à l'exception de deux prêtres. L'espace extérieur reproduit la symbolique d'un temple maçonnique et à l'intérieur de la chapelle plusieurs statues d'artistes de renom Canova, Teixeira Lopes et Célestin-Anatole Calmels, viennent embellir les tombes.